# Tročany

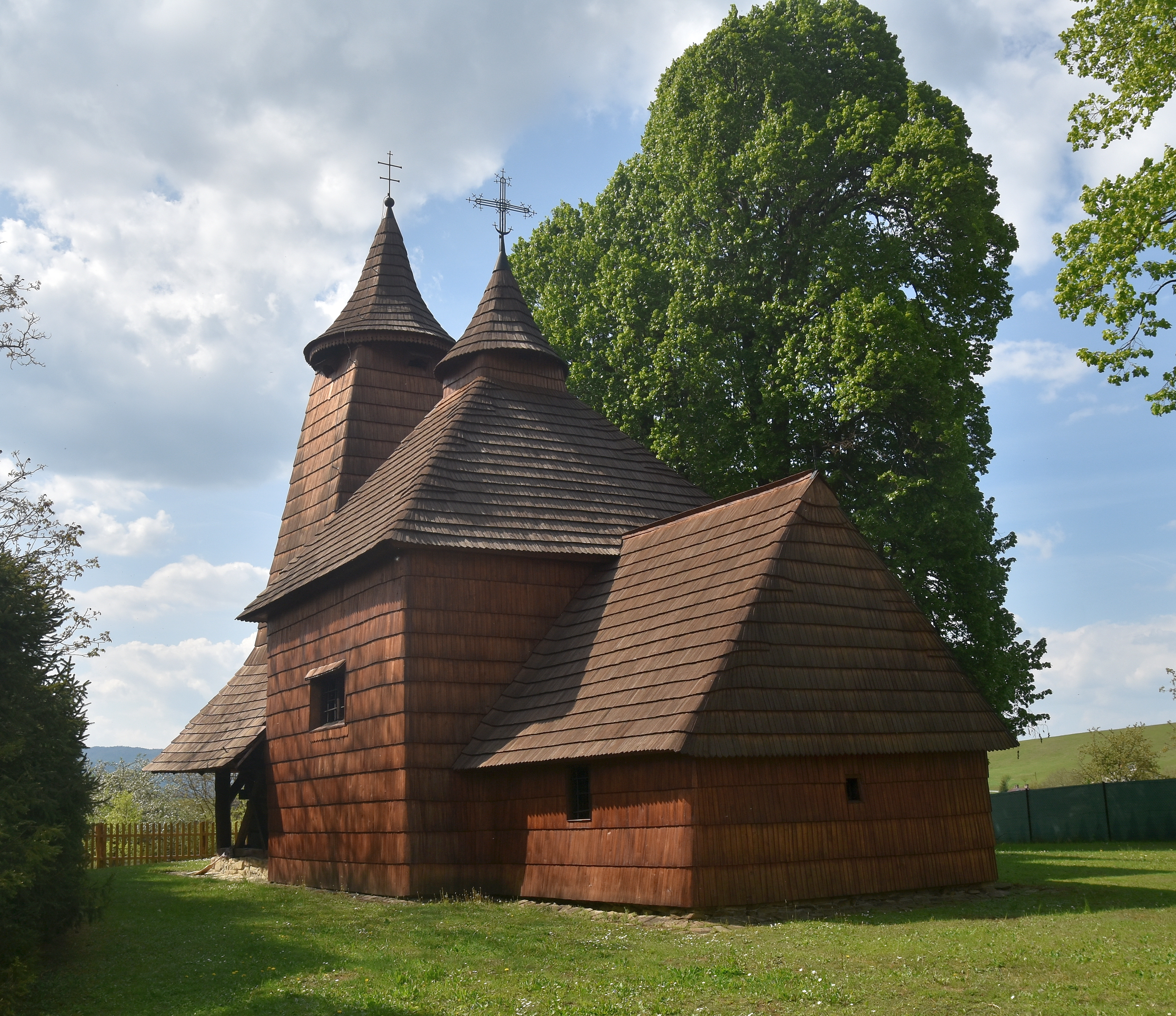
Zabytkowa cerkiew

Tročany – wieś (obec) na Słowacji, w kraju preszowskim w powiecie Bardejów. Pierwsze wzmianki o miejscowości pochodzą z roku 1270.
Według danych z dnia 31 grudnia 2009 wieś zamieszkiwało 317 osób, w tym 172 kobiety i 145 mężczyzn.
W 2001 względem narodowości i przynależności etnicznej 99,07% populacji stanowili Słowacy, a 36,29% stanowiła mniejszość rusińska. Istniała także stanowiąca 9,68% mniejszość ukraińska. 98,45% populacji rzymskokatolicyzm.

## Zabytki
- Drewniana cerkiew greckokatolicka pw. św. Łukasza Ewangelisty z 1739. Na kamiennej podmurówce, budowana na zrąb. Nawa nakryta dachem czterospadowym, prezbiterium - dachem dwuspadowym, wieża, zwężająca się ku górze - dachem stożkowym. Dachy kryte gontem, ściany szalowane również gontem. We wnętrzu szereg cennych ikon z XVII w., malowanych na płótnie.[8]